# A boldogító nem
A boldogító nem (eredeti cím: In & Out) 1997-ben mutatott amerikai filmvígjáték, melyet Paul Rudnick eredeti forgatókönyvéből Frank Oz rendezett. A főbb szerepekben Kevin Kline, Tom Selleck, Joan Cusack, Matt Dillon, Debbie Reynolds, Bob Newhart, Shalom Harlow és Wilford Brimley látható.
Az Amerikai Egyesült Államokban 1997. szeptember 19-én bemutatott film bevételi és kritikai szempontból is sikeres volt. Cusack Oscar-jelölést kapott legjobb női mellékszereplő kategóriában.

## Cselekmény
Egy kisvárosban élő és az esküvőjére készülő angoltanár élete felfordul, amikor egyik volt diákja az Oscar-díj átvételekor a beszédében megemlíti, hogy egykori tanára valójában homoszexuális.

## Szereplők
| Színész           | Szerep          | Magyar hang         |
| ----------------- | --------------- | ------------------- |
| Howard Brackett   | Kevin Kline     | Kőszegi Ákos        |
| Emily Montgomery  | Joan Cusack     | Vándor Éva          |
| Peter Malloy      | Tom Selleck     | Csernák János       |
| Cameron Drake     | Matt Dillon     | Viczián Ottó        |
| Berniece Brackett | Debbie Reynolds | Gyimesi Pálma       |
| Frank Brackett    | Wilford Brimley | Simon György        |
| Tom Halliwell     | Bob Newhart     | Rudas István        |
| Walter Brackett   | Gregory Jbara   | Beratin Gábor       |
| Sonya             | Shalom Harlow   | Majsai-Nyilas Tünde |
| Jack              | Shawn Hatosy    | Markovics Tamás     |
| Katonai ügyész    | Dan Hedaya      | Bácskai János       |
| Tim atya          | Joseph Maher    | Verebély Iván       |
| Linda kuzin       | Selma Blair     |                     |
| önmaga            | Glenn Close     | Menszátor Magdolna  |
| önmaga            | Whoopi Goldberg | Illyés Mari         |
| önmaga            | Jay Leno        |                     |

## Fordítás
- Ez a szócikk részben vagy egészben  az   In & Out (film) című angol Wikipédia-szócikk fordításán alapul.  Az eredeti cikk szerkesztőit annak laptörténete sorolja fel. Ez a jelzés csupán a megfogalmazás eredetét és a szerzői jogokat jelzi, nem szolgál a cikkben szereplő információk forrásmegjelöléseként.